# روکلادا
روکلادا صربی: Ruklada}} یک منطقهٔ مسکونی در صربستان است که در Ub Municipality واقع شده‌است. روکلادا ۸٫۸۴ کیلومتر مربع مساحت و ۳۱۷ نفر جمعیت دارد و ۱۴۴ متر بالاتر از سطح دریا واقع شده‌است.